# 茹熱利亞尼
50°23′59″N 24°2′50″E / 50.39972°N 24.04722°E
茹熱利亞尼（烏克蘭語：Жужеляни），是烏克蘭西部的村莊，隸屬利維夫州的舍普季茨基區。該村面積1.58平方公里，海拔高度199米，2001年人口676，人口密度每平方公里428.66人。